# Vero Beach South
Vero Beach South és una concentració de població designada pel cens dels Estats Units a l'estat de Florida. Segons el cens del 2000 tenia 20.362 habitants.

## Demografia
Segons el cens del 2000, Vero Beach South tenia 20.362 habitants, 8.649 habitatges, i 5.881 famílies. La densitat de població era de 760,3 habitants/km².
Dels 8.649 habitatges en un 27% hi vivien nens de menys de 18 anys, en un 54,7% hi vivien parelles casades, en un 10,2% dones solteres, i en un 32% no eren unitats familiars. En el 26,8% dels habitatges hi vivien persones soles el 13,3% de les quals corresponia a persones de 65 anys o més que vivien soles. El nombre mitjà de persones vivint en cada habitatge era de 2,34 i el nombre mitjà de persones que vivien en cada família era de 2,81.
Per edats la població es repartia de la següent manera: un 21,9% tenia menys de 18 anys, un 5,8% entre 18 i 24, un 25,3% entre 25 i 44, un 25,1% de 45 a 60 i un 21,9% 65 anys o més.
L'edat mediana era de 43 anys. Per cada 100 dones de 18 o més anys hi havia 86,7 homes.
La renda mediana per habitatge era de 39.569 $ i la renda mediana per família de 46.664 $. Els homes tenien una renda mediana de 32.079 $ mentre que les dones 24.506 $. La renda per capita de la població era de 21.604 $. Entorn del 4,6% de les famílies i el 7,6% de la població estaven per davall del llindar de pobresa.

## Poblacions més properes
El següent diagrama mostra les poblacions més properes.